# William Findlay Rogers
 William Findlay Rogers (* 1. März 1820 bei Easton, Pennsylvania; † 16. Dezember 1899 in Buffalo, New York) war ein US-amerikanischer Politiker. Zwischen 1883 und 1885 vertrat er den Bundesstaat New York im US-Repräsentantenhaus.

## Werdegang
William Rogers war der Sohn des Kongressabgeordneten Thomas Jones Rogers (1781–1832). Er  besuchte die öffentlichen Schulen in Philadelphia, wohin er noch als Kind mit seiner Familie gezogen war. 1832 kehrte er für zwei Jahre nach Easton zurück, wo er im Druckerhandwerk arbeitete. Seit 1834 setzte er diese Tätigkeit in Philadelphia fort. 1840 gründete er in Honesdale eine Zeitung. Später zog er nach Buffalo im Staat New York, wo er für die Zeitung Buffalo Daily Courier arbeitete. 1850 gründete er seine eigene Zeitung, die Buffalo Republic. Im Jahr 1846 war er auch Mitglied der städtischen Miliz von Buffalo. Zwischen 1861 und 1863 diente er während des Bürgerkrieges als Oberst im Heer der Union. Politisch schloss sich Rogers der Demokratischen Partei an. Im Jahr 1867 war er Comptroller bei der Stadtverwaltung von Buffalo; von 1868 bis 1869 amtierte er dort als Bürgermeister. Im Jahr 1871 war er Kämmerer und Sekretär der Parkverwaltung der Stadt Buffalo. Eine ihm 1878 angebotene Kandidatur für den Senat von New York lehnte er ab.
Bei den Kongresswahlen des Jahres 1882 wurde Rogers im 32. Wahlbezirk von New York in das US-Repräsentantenhaus in Washington, D.C. gewählt, wo er am 4. März 1883 die Nachfolge von Jonathan Scoville antrat. Da er im Jahr 1884 auf eine weitere Kandidatur verzichtete, konnte er bis zum 3. März 1885 nur eine Legislaturperiode im Kongress absolvieren. Zwischen 1887 und 1897 leitete William Rogers das Veteranenheim Soldiers’ and Sailors’ Home in Bath. Er starb am 16. Dezember 1899 in Buffalo, wo er auch beigesetzt wurde.